# Хомок
Хомок — деревня в Харовском районе Вологодской области.
Входит в состав Харовского сельского поселения, с точки зрения административно-территориального деления — в Харовский сельсовет.
Расстояние до районного центра Харовска по автодороге — 6 км. Ближайшие населённые пункты — Тимониха, Тюшковская, Ситинский, Дор, Пашучиха.
По переписи 2002 года население — 1 человек.